# Hadsund Kirke
Hadsund Kirke er en korskirke i Vive-Hadsund Sogn, Mariagerfjord Kommune. Den er tegnet af arkitekt C.A. Wiinholt fra Viborg og opført i 1898. Den er er bygget af røde teglsten med sort skifertag.
Byggesummen androg 23.000 DKK. og 2.000 DKK til opførelsen af et kapel, hvor kirkens klokke blev ophængt. Kirkens grundplan er er græsk kors, hvor alle arme er lige lange.
Kirkens indre var oprindeligt præget af rødstensmure. I 1967 blev den vestre korsarm forlænget med to meter, og der blev foretaget en omfattende renovering inde i kirken.
Over indgangsdøren hænger der et kunstværk skænket af guldsmed Bent Exner den 27. maj 1977. Værket består af 30 konkave og 30 konvekse lueforgyldte kobberplader, der er samlet i en firkant, der står på spidsen.

## Historie
Kirken blev indviet den 14. august 1898 og lå på dette tidspunkt uden for byen. Men Hadsund by voksede tættere på kirken, så den i dag ligger midt i byen.
I 1906 fik Hadsund el-værk, og kirken fik indlagt elektricitet i 1914. Orglet blev anskaffet i 1967.
På Hadsund Kirkegård ligger købmænd Jacob Møller, købmand Christian Hornbech, borgmester Jens-Erik Bech, borgmester Tage Jespersen og politiker K. Axel Nielsen begravet. Syd for kirken ligger Hadsund Menighedscenter. Kirkens indgang ligger ud til Kirkegade, som ender ved Østergade.
Den nuværende altertavle stammer fra 1998. "Den morgen døden døde" sådan kalder kunstmaleren Esben Hanefeldt Krisensen det store centrale motiv altertavlen. Ordene dækker over påske-mysteriet. Altertavlen beskrives således: Den opstandne Kristus kommer os i møde med gravens mørke bag sig. Han træder på en slange, som er symbolet på Satan. Bag den opstandne ligger korset som nu blomstre.

## Klokketårnet
I 1934 blev kirkens første kirkeklokke erstattet af en ny klokke. Den bar indskriften: "Aktieselskabet Jysk jernstøberi & Maskinfabrik, Brønderslev, gjorde mig og enkefru Ane Kirstine Kjeldsen, Hadsund, skænkede mig til Hadsund Kirke i Aaret 1934" — Denne klokke blev omstøbt i 1966 og fik inskriptionen: "Se jeg forkynder eder en stor glæde".
I 1977 fik Hadsund Kirke nyt klokketårn. Det er tegnet af arkitekt J.K. Sørensen, og opført i Cor-Ten stål. Klokken fra 1966 samt to nye klokker der blev støbt hos Ejsbouts i Holland, blev ophængt i tårnet, der var forberedt til klokkespil. En testamentarisk gave gjorde det i 1991 muligt at realisere planen om et klokkespil. Det består i dag af 3 gamle klokker og 23 nye. Det blev indviet den 19. januar 1992 af biskop Søren Lodberg Hvas.
Klokkespillet betjenes af kirkens organist. Det spiller 6 gange dagligt: kl. 8:10, 12:15, 18:00 og 21:00.

## Inventar
Kirkens altertavlen, blev skænket til kirken ved dens 100 års jubilæum i 1998. Den er designet af Esben Hanefeldt Kristensen.
Ved kirkens indvielse i 1898 blev der skænket et alterbillede til kirken. Det var Magdalene Kjellerup fra Visborggaard der skænkede billedet til kirken. Alterbilledet var en kopi at et maleri malet af Laurits Tuxen. Kopien var malet af Olga Marie Smith. Dette alterbillede blev taget ned ved restaureringen i 1967 og erstattet af et enkel korsudsmykning, som kun var en midlertidig foranstaltning, indtil man fik den nuværende udsmykning af alteret i 1998.
Kirkens døbefont er et udsmykket kors, der svarer til den oprindelige grundplan for kirken. Både dåbsfad og dåbskande stammer fra en ukendt nedlagt kirke i Viborg Stift.
I 1967 fik kirken en prædikestol med lydhimmel. Det skete samtidig med restaureringen. Prædikestolen er i dag erstattet af en pult.
Kirkeskibet er bygget i 1939 i Vejle og blev skænket til kirken i 1943 af møbelhandleren Harald Gade i København. Kirkeskibet er et koffardiskib.

### Orgelet
Kirkens orgel er fra 1967, har 12 stemmer, 2 klaviaturer og ca. 800 piber, der er fordelt i et rygpositiv med 224 piber, et hovedværk med 504 og i to sidepaneler med 60 piber, der hører til fodpedalerne.

### Døbefonten
Døbekanden og dåbsfadet er fremstillet af messing og blev givet til kirken ved dens indvielse i 1898.

### Kirkeskibet
Kirkeskibet "Ane" stammer fra 1931 hvor hvor kirken blev tilbudt skibet fra en anonym giver. Menighedsrådet modtog tilbuddet med et tak og besluttede, at skibet skulle hænges i den vestligste af de fire centrale buer, når loftet og væggene blev renoveret i efteråret samme år.
Kirkeskibet blev restaureret af Palle Bille, Hadsund, inden det i 1967 blev hængt op på sin nuværende plads i den nordlige korsarm.

## Kapellet
Det nuværende kapel ved Hadsund Kirke blev opført i 1979, efter at man havde konstateret at det gamle kapel fra 1898 var for utidssvarende. Kapellet er tegnet af den lokale arkitekt J.K. Sørensen. Kapellet er beliggende i den nordlige ende af det gamle kapel. Det indeholder kirkegårdskontor, kapel med moderne køleanlæg, værksted til opbevaring og vedligeholdelse af maskiner og værktøj, bad og frokoststue for kirkegårdens personale og toiletter. Bygningen er en lav bygning opført i røde teglsten.

## Kirkegården
Hadsunds Kirkegård blev taget i brug første gang ved begravelsen af den kun 2 måneder gamle Johannes Gade Kristensen den 23. oktober 1898. Fra samme dato blev Hadsund købmanden Jacob Møller ejer af et stort familiegravsted. Jacob Møller havde gjort en rigtig stor indsats for kirkebyggeriet og han havde også skænket grunden til både kirke og kirkegård.
Kirkegården var den gang væsentlig mindre end den er i dag. I 1908 drøftede man en evt. udvidelse af kirkegården, men det blev sat i bero. I 1910 ønskede man at købe arealet øst for kirkegården. Jorden var ejet af Jacob Møller og udgjorde 4600 kv. alen kunne erhverves for 25 øre pr. kv. alen. Jorden blev taget i brug i 1913. I 1916 var der igen tale om en udvidelse man ønskede at købe den plantage der lå nord for kirkegården som nu tilhørte Jacob Møllers arvinger. Man bød ejerne 2000 kr.; de forlangte imidlertid 3000 kr. Menighedsrådet mente ikke, at det var muligt at skaffe pengene. Efterhånden blev behovet for udvidelsen ret påtrængende, uden at menighedsrådet havde fundet en udvej for at skaffe pengene til køb af plantagen. Men så tråde en anden af byens førende familier til, og den 20. august 1919 kunne præsten orientere menighedsrådet om, at fabriksejere Axel og Johan Hornbech havde købt Jacob Møllers plantage og skænket den til Hadsund Kirke.

### Kendte begravet på Hadsund Kirkegård
- Jacob Møller
- Jens-Erik Bech
- K. Axel Nielsen
- Martin Bavngaard
- Michael Westergård Jensen
- Tage Jespersen
- Poul G. Mortensen

## Præstegården
Præstegården blev opført i 1908 og senere tilbygget i 1927. Bygningen havde mange enkle bygningsdetaljer, der gav huset en særlig kulturhistoriske værdi for Hadsund. Hadsund Kirke og præstegård blev oprindelige opført på en mark og er siden blevet indpasset i byens infrastruktur.
I 2014 blev præstegårdens indeklima undersøgt, hvor man kunne bekræfte at der var skimmelsvamp til stede i bygningen. Herefter søgte Vive-Hadsund Pastorat om tilladelse til at nedrive præstegården ved Mariagerfjord Kommune. Kommunen udarbejdede en SAVE-registrering af præstegården, der fik bygningen op på den næst højeste bevaringsværdi. Mariagerfjord Kommune kunne den 30. april 2015 give pastoratet tilladelse til at bygningen måtte nedreves. Præstegården blev nedrevet den 25-31. august 2015.

## Præsterne
- Christian Carl Paludan Koch (1898-1905)
- Hans Georg Baadsgaard (1906-1907)
- Rasmus Boertmann Tikjøb Baden (1907-1911)
- Rasmus Valdemann Jensen (1912-1922)
- Søren Carl Frederik Poulsen Villaume (1922-1927)
- Alfred Thomsen (1927-1963)
- Knud Pedersen (1964-1971)
- Søren Peter Bent Mathiasen (1971-2000)
- Otto Bertelsen (1978-1983)
- Elbæk Nejsum (1983-1989)
- Carsten Bøgh Pedersen (1989-)
- Mette Nøhr Shaw (1999-2001)
- Erik Bang (2000-2016)[17]
- Mariane Madsen (2001-2001)
- Winnie Huus (2007-)
- Nadia Uhrup Hassig (2017-)[18]